# Selezenivka, Skvîra
Selezenivka (în ucraineană Селезенівка) este o comună în raionul Skvîra, regiunea Kiev, Ucraina, formată numai din satul de reședință.

## Demografie
Componența lingvistică a comunei Selezenivka
     Ucraineană (98,17%)
     Rusă (1,55%)
     Alte limbi (0,28%)
Conform recensământului din 2001, majoritatea populației comunei Selezenivka era vorbitoare de ucraineană (98,17%), existând în minoritate și vorbitori de rusă (1,55%).